# Carnaval de Périgueux
Le Carnaval de Périgueux est une fête populaire organisée à Périgueux, dans le département de la Dordogne. S'inscrivant dans des pratiques festives qui remontent au XIIe siècle, le carnaval consiste aujourd'hui en un défilé de chars et de groupes de musiciens sur les boulevards de la ville. La déambulation termine par le jugement et la crémation de Pétassou sur les quais de l'Isle.
Inscrit dans l'Inventaire du patrimoine culturel immatériel en France depuis 2010, le carnaval est devenu célèbre pour la personnification comique, caricaturale et satirique de Pétassou et les nombreuses croyances et légendes locales qui lui sont associées.

## Historique

### Prémices du carnaval au Moyen-Âge
Dès le XIIe siècle, à l'occasion de Mardi gras, des carnavals sont organisés dans différents quartiers de Périgueux. Les jeux et les coutumes sont préparés de manière codifiée et mis en scène pour contrôler les désordres et la liesse populaire du Mardi gras. Au XIVe siècle, des banquets aux frais du consulat sont organisés sur la place du Coderc, en compagnie des trois principales communautés religieuses de la ville (les Filles de Sainte-Claire, les Frères mineurs et les Frères prêcheurs). On y sert principalement du porc salé, d'origine limougeaude, et du boeuf, dans la tradition du Bœuf Gras. La distribution de ces repas dans un contexte de famine régulière suscite souvent des débordements et des bousculades violentes. En 1347, huit personnes meurent étouffées dans l'église Saint-Front lorsque la foule se presse pour recevoir la « charité du Mardi-Gras », officialisée depuis 1329. Outre les repas, la ville organise une course réservée aux femmes sur les bords de l'Isle ou, en cas d'inondation, entre la porte Taillefer et la porte de la Cité. Pendant les festivités, la municipalité de Périgueux donne aussi à chaque citoyen deux deniers et une maille. Pour asseoir leur pouvoir local et leur contrôle des activités de la cité, certains bourgeois et nobles aisés font don de rentes pour l'organisation du Mardi gras.
À partir du XVIIe siècle, le carnaval devient dangereux pour l'ordre politique et religieux établi. Malgré la volonté des autorités locales à l'organiser dans un cadre règlementaire précis, les débordements persistent. Alors que les tentatives de retirer le carnaval du calendrier populaire restent vaines, il devient un moment de résistance et de révolte pour les citoyens. Au XIXe siècle, alors que les conventions morales imposées par l'Église sont fortes, la course anciennement réservée aux femmes devient une course d'hommes travestis, dont les jupes et les cotillons ralentissent et ridiculisent volontairement pour l'amusement.
Deux traditions liées au mercredi des Cendres étaient notamment organisées au niveau local. Proche de l'atellane, la première consiste à faire monter sur un âne les maris cocus ou battus,. Ils étaient promenés et moqués publiquement dans toute la ville, vêtus d'une robe, d'un fichu et d'une coiffe,. La deuxième tradition, moins répandue que la première, est appelée les « cornes » :

« Ce jour-là […], tous ceux qui se sont mariés dans l'année carnavalesque finie un an auparavant, à pareil jour, se rassemblent, déguisés et masqués, sur la vieille place de la Rode. Le dernier marié de ceux-là porte une fourche à foin ainsi accoutrée : dans les deux dents sont plantées deux cornes de bœuf […]. La troupe […] se rend en procession, chez le premier marié de l'année carnavalesque finit ce jour. Devant la porte, on se range en demi-cercle ; la musique donne l'aubade, puis se tait. Alors, le plus ancien marié de la troupe s'avance, et […] appelle trois fois l'homme par son […] surnom. […] Il arrive donc, et lorsqu'il est sur le pas de la porte, la musique éclate avec rage. Puis le silence se fait, et l'homme s'avance […]. On lui fait d'abord saluer bien bas la fourche tenue au centre du cercle […], on le fait mettre à genoux […] et on lui fait réciter des questions farcesques […]. Lorsqu'il a répondu, on lui fait réciter, en la lui dictant mot à mot, une profession de foi à crever de rire, par laquelle il promet, entre autres choses, d'être sourd et aveugle. [Les] cornes s'abaissent vers lui et couronnent un moment sa tête, et puis on les lui fait embrasser […]. Le chef de la troupe prononce une formule burlesque […], fait relever l'homme et lui donne l'accolade, tandis que la musique reprend à grand bruit. […] Toute la troupe s'en va vers la maison du second marié où [la farce] recommence […], et on va chez le troisième, et ainsi de suite, jusqu'au dernier marié, qui porte l'engin cornu jusqu'à l'auberge où la troupe s'en va souper en grande joyeuseté. »

— Eugène Le Roy, Le Moulin du Frau (1891).

### Époque contemporaine
Après plusieurs arrêts du carnaval en 1914 (Première Guerre mondiale), en 1920, puis en 1939 (Seconde Guerre mondiale), il reste un lieu de sociabilité quasi-exclusivement réservé aux jeunes hommes jusqu'en 1950. Les autorités locales cherchent à contrôler les effets secondaires des festivités, en interdisant, par un arrêté préfectoral datant du 11 juillet 1921, la vente et le jet de serpentins sur la voie publique. L'interdiction est levée par un nouvel arrêté en date du 9 février 1925. L'objectif est alors de s'échapper des soucis familiaux et économiques, notamment liés aux deux conflits mondiaux. Dans les années 1960, le carnaval disparaît avec l'émergence de nouveaux moyens d'expression ludique, considérés comme étant plus modernes.

Scènes de carnaval en Dordogne dans les années 1920.
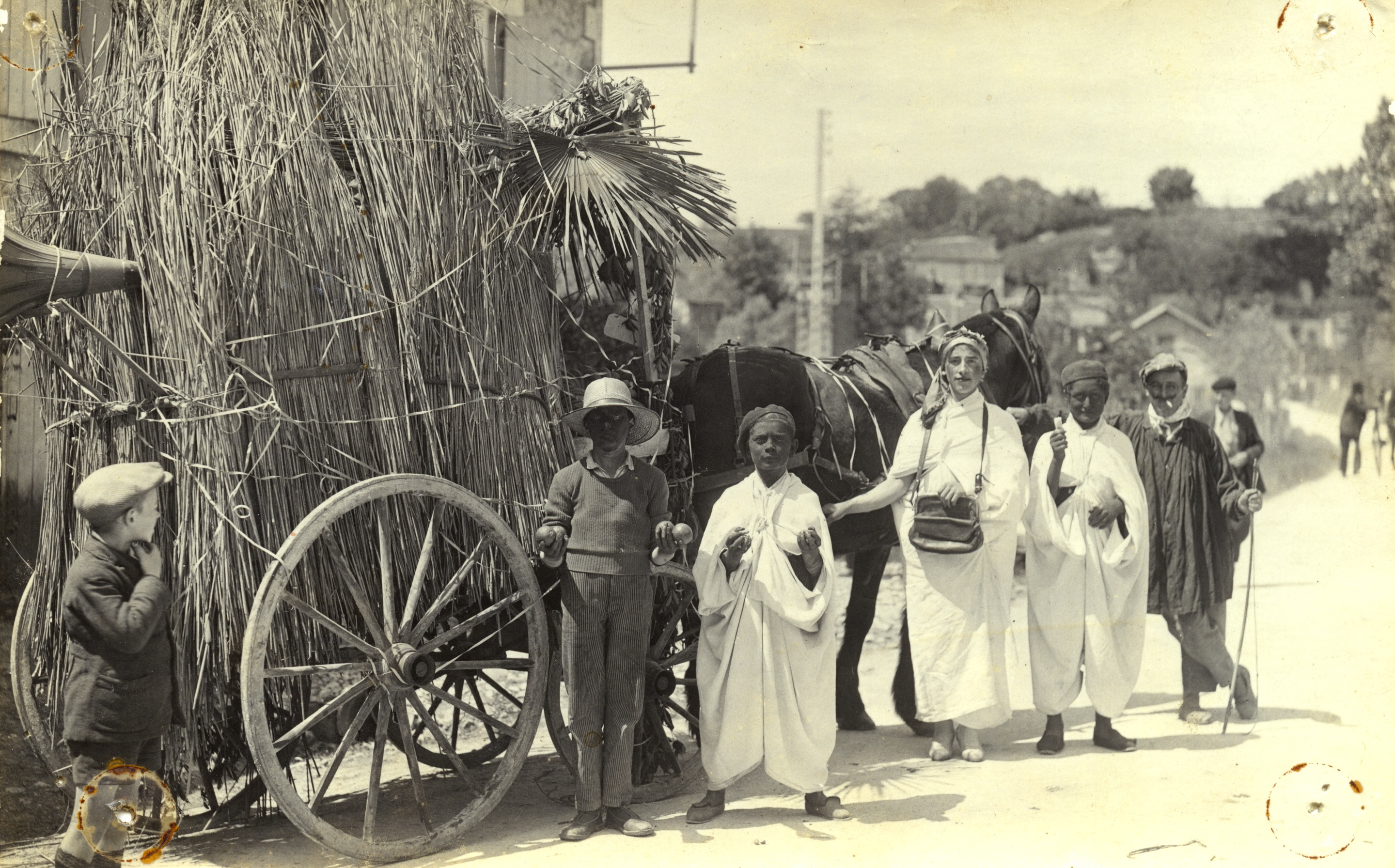
Char avec une décoration d'inspiration coloniale et des enfants déguisés.
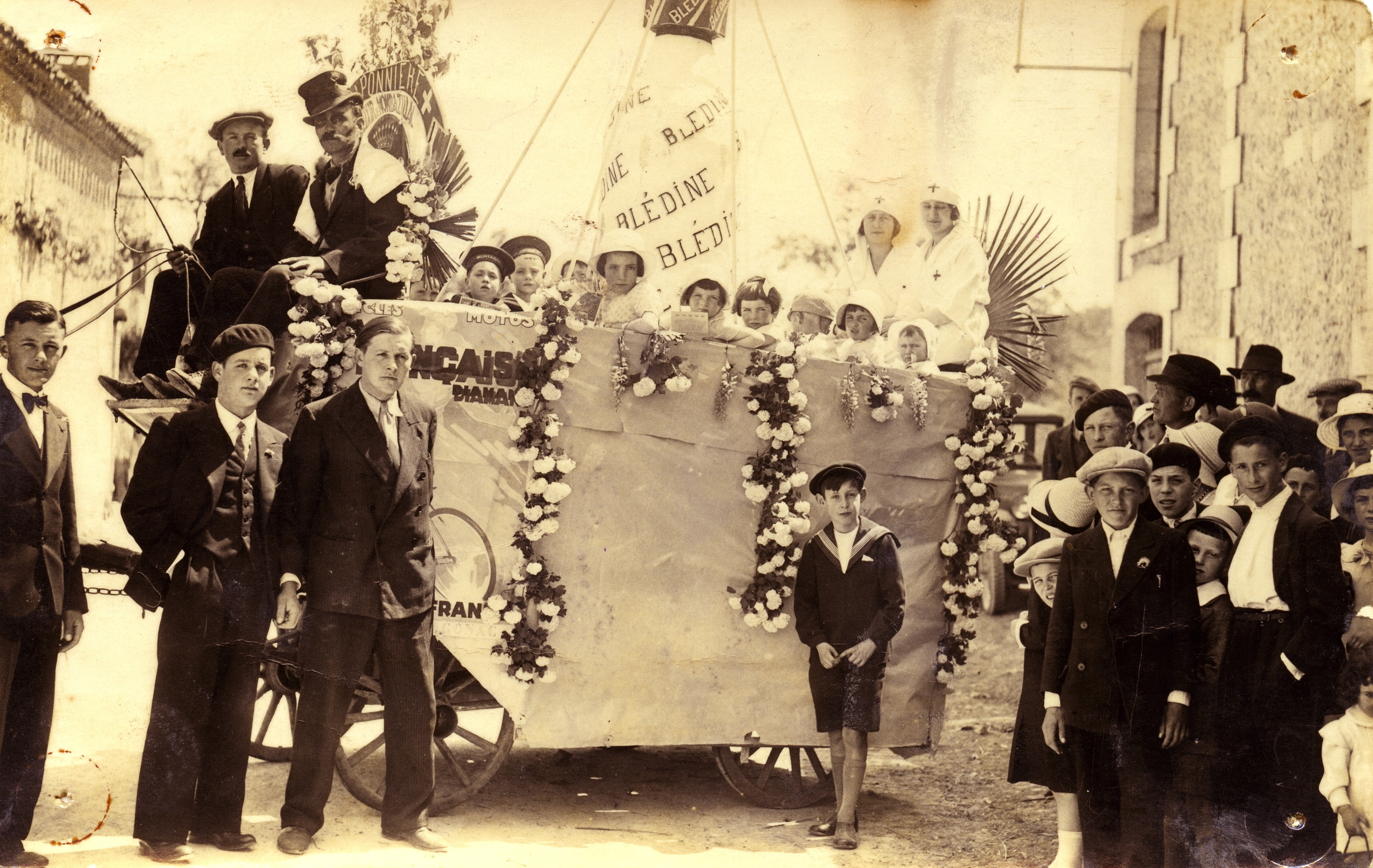
Char entouré d'enfants.
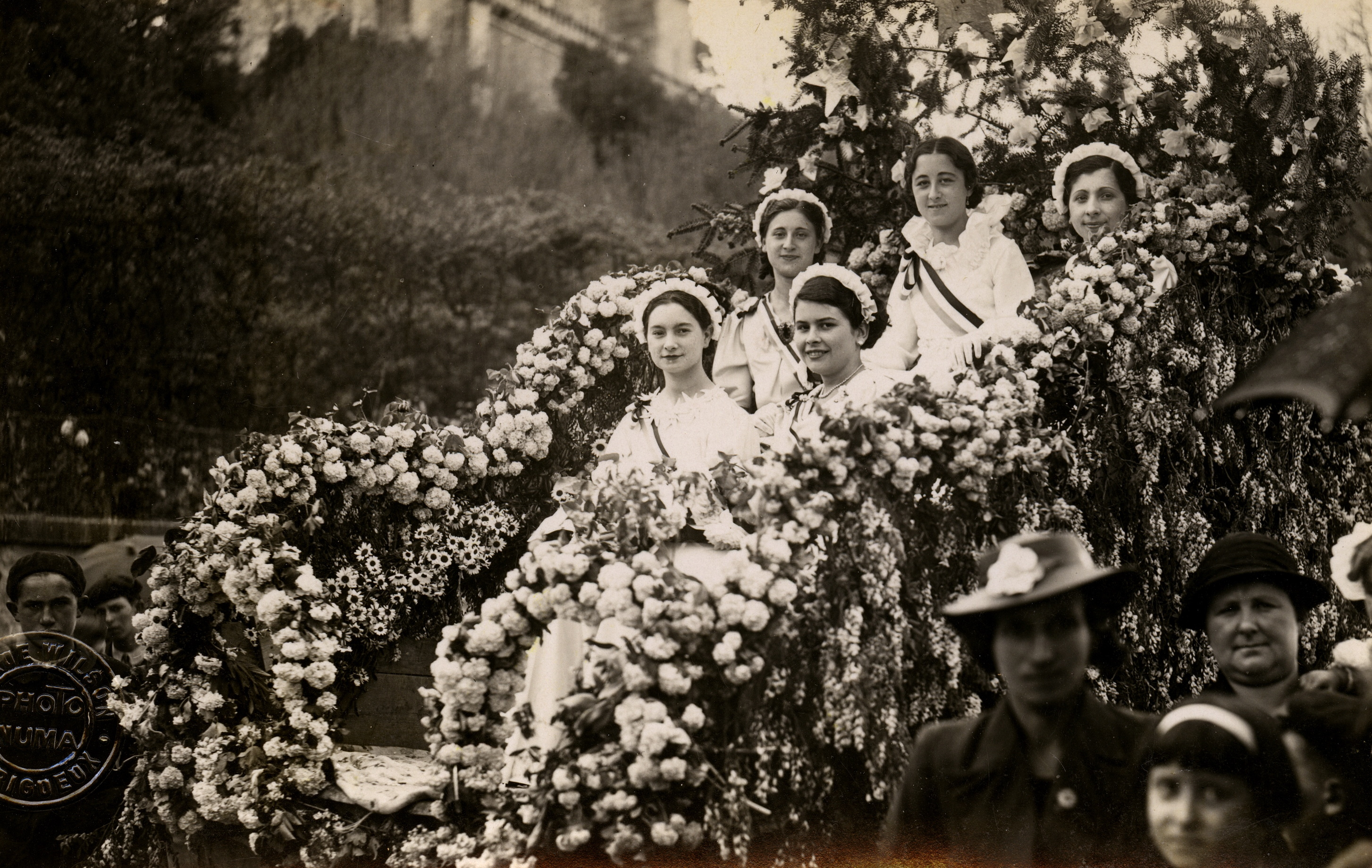
Char fleuri transportant des jeunes filles.
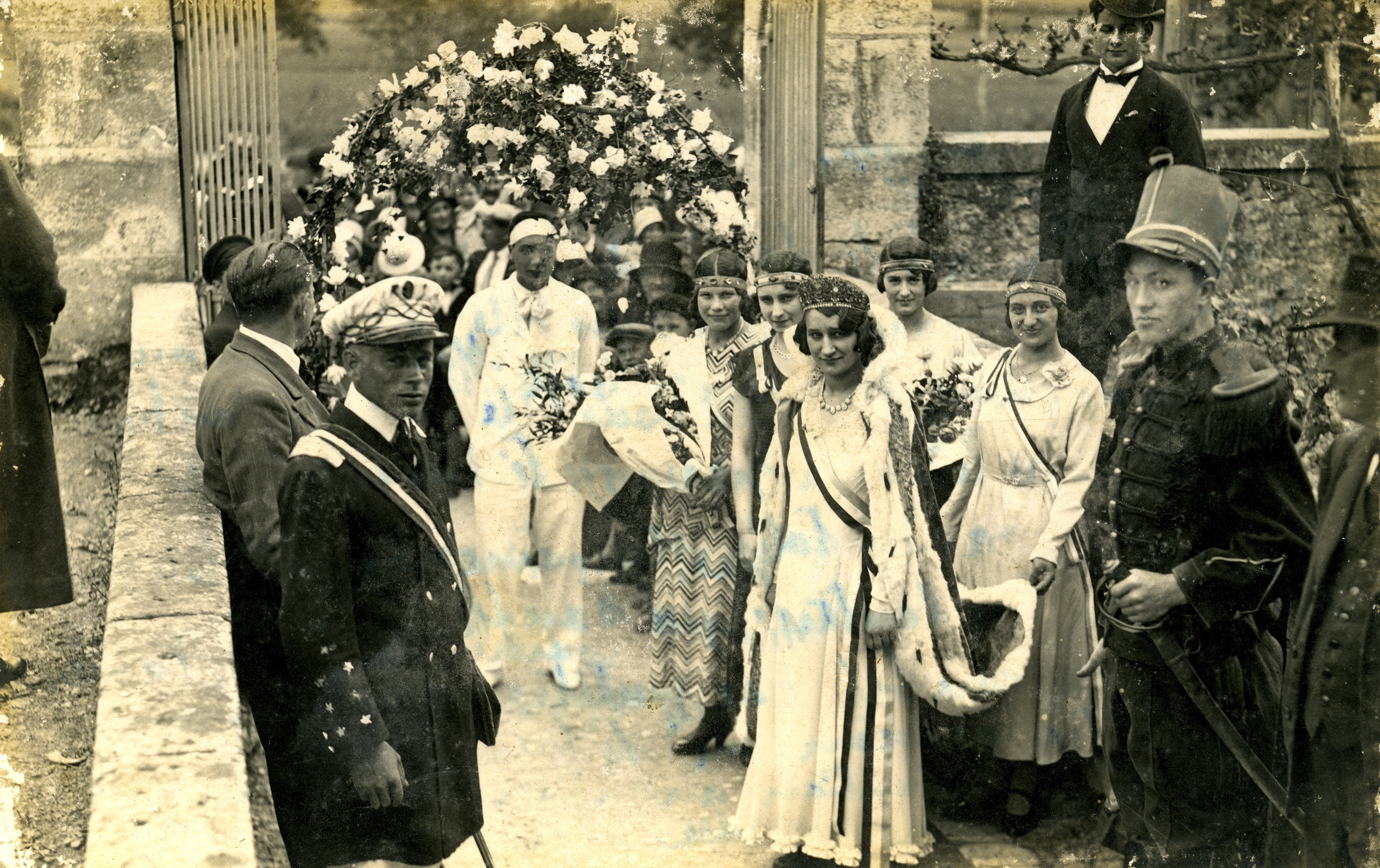
Scène avec des filles déguisées en princesse et des hommes en militaire.

Le carnaval, connu sous sa forme actuelle, est réhabilité officiellement en 1983. En étant de plus en plus une satire de la vie politique locale, le carnaval de Périgueux relance plusieurs polémiques. Plusieurs établissements scolaires de Périgueux interdisent le port de déguisement à Mardi gras. En 1990, le carnaval est accusé « d'atteinte au moral des Périgourdins », ce qui a pour conséquence une « légère apathie de l'ensemble de la population ».
En 1992, l'artiste français Martial Raysse peint Le Carnaval à Périgueux, un tableau qui fait partie de ses plus grandes compositions,. Réalisée avec la technique de la détrempe sur toile, cette frise à l'échelle réelle (300 × 800 cm) représente une scène contemporaine de fête populaire dans un style à contre-courant des tendances artistiques de l'époque,,. Le tableau résulte de croquis et d'esquisses réalisés plusieurs années auparavant, d'après une scène de rue aperçue par hasard à Périgueux. Dans un premier temps montrée au Jeu de paume en 1992, l'œuvre d'art fait partie de l'exposition temporaire dédiée à l'artiste entre le 14 mai et le 22 septembre 2014 au centre Pompidou (Paris). Faisant partie de la collection Pinault, elle est aujourd'hui exposée au palais Grassi (Venise).
Dans le cadre de la mission « Institut Occitan 2008-2010 » pilotée par Christine Escarmant-Pauvert, une enquête de labellisation du carnaval est menée le 12 décembre 2008 à Périgueux. L'enquêtrice rencontre notamment Christian Lafaye, membre du comité d'organisation du carnaval et responsable de l'école Calandreta de la ville. Le carnaval de Périgueux est inscrit dans l'Inventaire du patrimoine culturel immatériel en France depuis le 5 juillet 2010, au titre de son histoire et de son insertion dans l'action touristique locale.
L'édition 2020 du carnaval est exceptionnellement annulée en raison de la pandémie de Covid-19 en France.
Le carnaval de Périgueux reste un élément-clé du patrimoine culturel et du dynamisme de la ville de Périgueux. Il réunit plusieurs milliers de personnes chaque année. La date reste fluctuante en fonction du calendrier des vacances scolaires et de la fréquentation touristique.

## Déroulé descriptif
Quelques jours avant le début des festivités, le comité Carnaval de Périgueux laisse entendre qu'un inconnu est aperçu dans la campagne environnante. Pour élaborer le mythe, les organisateurs reprennent parfois un fait-divers local ayant fait la une des journaux. Le scénario est diffusé dans les titres de la presse locale.
Le jour du carnaval, les participants portent des masques et des costumes. Des confettis, des ballons, des objets de foire et des boissons sont vendus sur la voie publique.
Le carnaval de Périgueux est composé de défilés de chars tirés par des camions et de déambulations de musiciens (bandas, fanfares, percussions) sur les boulevards de la ville. Des manèges se situent à proximité. Les festivités tournent autour du jugement de l'inconnu présenté comme le roi de la fête : « Pétassou »- Petaçon, en occitan, qui décrit le vêtement du mannequin constitué de petaces, des morceaux de tissu à rapiécer - (ou « Carnaval »),. Fabriqué au début de la période carnavalesque par le comité d'organisation, les écoles et les associations de quartier,, le mannequin qui symbolise Pétassou prend une forme humaine. De manière générale, il est composé d'une armature en bois, bourrée de paille et, parfois, remplie de pétards. Il est souvent décoré, costumé et habillé d'un masque de personnage célèbre.
Lors du défilé de chars, Pétassou apparaît en tête ou en fin de cortège, assis ou à califourchon sur un âne ou dans une vieille voiture,. Il est promené dans la ville jusqu'à l'endroit de son jugement. À ce moment précis, le mannequin est accompagné de son double vivant qui tient le rôle de Pétassou en tant qu'accusé. Une table de tribunal, entourée de juges et d'avocats, est dressée sur une grande place de la ville. Alors encadré par des gardes ou des gendarmes, Pétassou est inculpé pour tous les méfaits, les vols et les crimes perpétrés à Périgueux. Le discours du jugement, transmis traditionnellement de manière orale, est souvent remanié en fonction de l'actualité. En 1990, Pétassou est rebaptisé « général Petacescu », en référence au dictateur Nicolae Ceaușescu, exécuté à l'issue de la révolution roumaine de 1989. Il peut être parfois rendu partiellement ou totalement en occitan. Une fois condamné en place publique, Pétassou est mis à mort et finit généralement brûlé en contrebas de la cathédrale Saint-Front, sur les quais de l'Isle. Quelques personnes chantent alors la chanson populaire Adieu paure Carnaval.
Pétassou est quelquefois associé à « Pétassette », sa femme. Son nom est également remanié en fonction de l'actualité ; en 1990, elle est rebaptisée « Elena », comme l'épouse du dictateur.

## Signification
Le carnaval de Périgueux est une date importante dans le calendrier populaire. Les citoyens se permettent des excès festifs et alimentaires avant le Carême. L'idée est d'oublier les contraintes, les tabous, les interdits, l'institution sociale et la loi.
Le personnage de Pétassou incarne l'unité d'une communauté. Les histoires rocambolesques qui lui sont attribuées prennent naissance de faits réels dont on extrait uniquement l'aspect comique, caricatural, parodique ou dérisoire. À travers le jugement de Pétassou, chacun en profite inconsciemment pour le stigmatiser, qu'il personnifie un mari cocu, une personne mesquine, un membre du clergé ou une personnalité politique trop ambitieuse,. Le jugement expéditif de Pétassou est une critique d'une justice trop rapide et souvent remise en cause. L'un des objectifs premiers de sa crémation est de voir s'envoler tous les malheurs passés, avant de repartir positivement sur une nouvelle année.
Contrairement aux carnavals d'Agen, de Bordeaux ou de Toulouse, celui de Périgueux est reconnu pour les scénarios élaborés chaque année, qui cherchent avant tout à être une satire des sujets de la vie quotidienne locale : les difficultés économiques, la gestion municipale, les faits-divers insolites, ou encore l'actualité des commerçants.

## Croyances et légendes locales
Le carnaval fait l'objet de plusieurs croyances. L'une d'entre elles est que la période carnavalesque semble propice à l'élimination d'animaux nuisibles, notamment les puces, les araignées, les cafards, les taupes et les moucherons,. Une autre croyance consiste à réaliser quelques rituels de fertilité pendant la période du carnaval, pour améliorer le rendement des récoltes et faire prospérer le bétail : jeter des cuillérées de bouillon dans l'étable avant le déjeuner ; placer un os plat sur la tête de la plus vieille des vaches ; ne pas casser d'œuf le jour du carnaval ; réserver la plus belle crêpe de la période aux poules afin de multiplier leurs pontes ; tirer un coup de fusil le soir du carnaval.

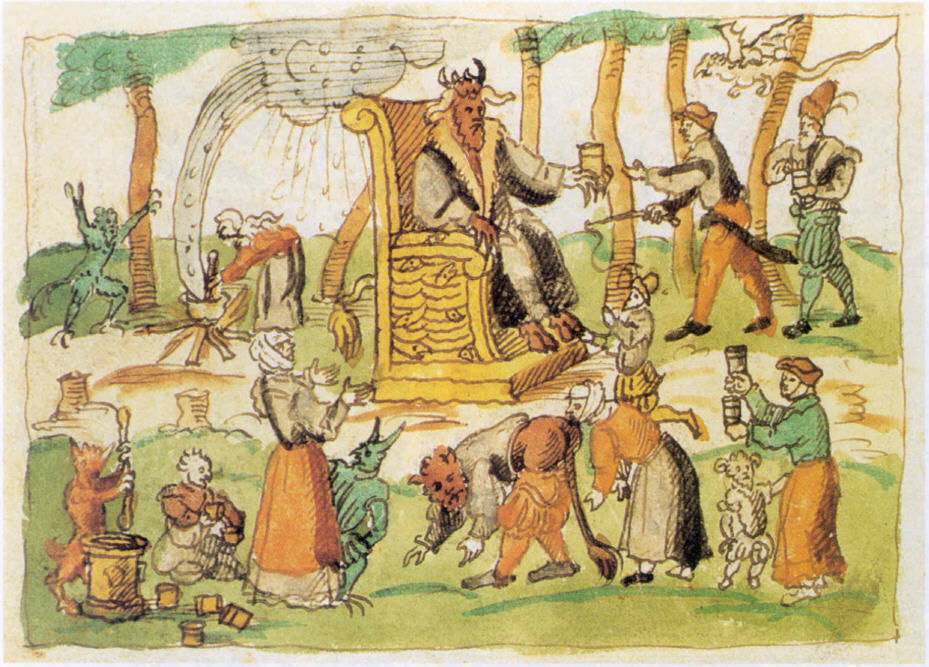
Sabbat de sorcières (Chronique de Johann Jakob Wick, XVIe siècle).

D'après les légendes locales, le Diable prend part aux festivités. Après avoir également fait des excès le jour de carnaval, il devient, le soir-même, le maître de cérémonie du Sabbat, une assemblée de sorcellerie qui réunit ses serviteurs — des sorciers et des loups-garous — dans une clairière abandonnée. Il est personnifié en homme grimaçant et torturé tenant une fourche à la main, ou en bouc avec de grandes cornes et une queue. Cette croyance rappelle aux citoyens que, le lendemain du carnaval, le Diable est toujours présent et veille à ne tolérer aucun faux-pas.
Plusieurs dictons météorologiques sont également formulés en patois pour lier la période carnavalesque à des prévisions climatiques,, :

« S'il pleut le jour de Carnaval, année de blé noir. »

« Carnaval baveux, Pâques foireux. »

« S'il pleut pour Carnaval, bonne année pour les noix. »

« Le jour du Carnaval, si l'aubépine goutte, il y aura du blé noir. »

« On n'a jamais vu de Mardi-Gras en dehors de lune nouvelle de février. »

« Lune de février amène le Mardi-Gras. »